# Boissy-en-Drouais
Boissy-en-Drouais – miejscowość i gmina we Francji, w Regionie Centralnym, w departamencie Eure-et-Loir.
Według danych na rok 1990 gminę zamieszkiwały 204 osoby, a gęstość zaludnienia wynosiła 34 osoby/km² (wśród 1842 gmin Regionu Centralnego Boissy-en-Drouais plasuje się na 935. miejscu pod względem liczby ludności, natomiast pod względem powierzchni na miejscu 1326.).